# Jirō Takeda
Jirō Takeda (武田 治郎?, Takeda Jirō; Prefettura di Ehime, 18 settembre 1972) è un ex calciatore giapponese, di ruolo portiere.